# 朴太洙
朴太洙 (韩语：／ Bak Taesu， 1989年12月1日—），韩国职业足球运动员，现效力马来西亚足球超级联赛球队沙巴，司职防守中场及后卫。

## 荣誉
沙巴
- 马来西亚首要足球联赛冠军：2019年